# 64 (entreprise)
Pour les articles homonymes, voir 64 (homonymie).
64 est une marque de vêtement française basée à Guéthary. Elle crée et vend des vêtements aux motifs du Sud-Ouest. En référence au chiffre départemental des Pyrénées Atlantiques, son logo est un « 64 » entouré d'un cercle.

## Exploitation de la marque
La marque est exploitée par la société Wargnier Denis,.

## Historique
Lors de la création de la marque en 1997, son fondateur Denis Wargnier travaillait dans le textile depuis quinze ans.

## Boutiques
En 2017, la marque compte 11 boutiques, réparties dans la région du Sud-Ouest. Les premières boutiques des Pyrénées Atlantiques : Biarritz, Saint-Jean-de-Luz, Bayonne, auxquelles s'ajoutent Pau, Guéthary (uniquement l'été) et Anglet (dans le centre commercial BAB2). La marque 64 détient également une boutique dans les Landes à Hossegor et une en Gironde à Arcachon.

## Sponsoring et collaborations
Chaque année, 64 crée des tee-shirts destinés à être portés pendant les Fêtes de Bayonne et autres férias.  L'entreprise a aussi été le sponsor de la Fédération française de pelote basque.
Également, en 2015-2016, 64 a contracté plusieurs collaborations de fabrication de vêtements de façon ponctuelle avec d'autres entreprises et une artiste, principalement françaises,,.